# Svend II de Dinamarca
Svend II Estridsson Ulfsson (Inglaterra, c. 1019-Søderup, 28 de abril de 1076) fue rey de Dinamarca (1047-1076). Hijo de Ulf Thorgilsson y de Estrid Svendsdatter. Por parte de su padre pertenecía a una rama de la casa de Munsö, de origen sueco, y su madre era la primogénita de Svend I de Dinamarca y hermana de Canuto el Grande.
Asumió el trono danés a la muerte de Magnus I de Noruega.
Luchó contra Harald III de Noruega en la batalla de Niså; Harald reivindicaba el trono de Dinamarca a su favor.
En 1069 dirigió una expedición contra Guillermo I de Inglaterra.
Tuvo cinco hijos:
- Harald.
- Canuto.
- Olaf.
- Erico.
- Nicolás.

Su dinastía gobernó Dinamarca durante tres siglos. Le sucedió su hijo Harald.
Algunas fuentes han propuesto que tuvo relación con Tora Torbergsdatter y de esa relación nació un hijo ilegítimo, Knut Magnus Svendsson (m. 1051), que falleció joven durante una peregrinación a Roma.